# Норитис, Арвидс
Арвидс Карлис Норитис (латыш. Arvīds Kārlis Norītis; 24 декабря 1902, Рига — 2 июля 1981, Вестерос) — латвийский скрипач.

## Биография
Сын сапожника и швеи. С четырёхлетнего возраста начал играть на гармонике и цитре, с семи лет перешёл на скрипку, учился в рижской музыкальной школе Гижицкого. Дебютировал как концертный исполнитель в восьмилетнем возрасте. С 1912 года продолжил занятия под руководством Эдмондо Лучини, в годы Первой мировой войны играл перед сеансами в рижских кинотеатрах. С созданием в 1919 году Латвийской консерватории поступил в скрипичный класс Лучини и в 1921 году стал одним из первых выпускников консерватории, исполнив на выпускном экзамене скрипичный концерт П. И. Чайковского. Затем в течение года совершенствовал своё мастерство в Берлине у Густава Хавемана. В 1923—1924 гг. концертировал в Риге, после чего отправился в Париж, где завершил своё музыкальное образование под руководством Люсьена Капе.
С 1925 г. выступал как первая скрипка Латвийского струнного квартета (с Александром Арнитисом, Эдуардом Винертом и Эвальдом Берзинским) и как концертмейстер камерного оркестра, выступления которого транслировало только что начавшее работу Латвийское радио. В 1928 г. вместе с Берзинским и пианистом Вилисом Илстерсом отправился гастролировать по Австралии в составе фортепианного трио, затем некоторое время был концертмейстером Мельбурнского оперного театра. В 1931 г. вернулся в Европу, некоторое время был концертмейстером Каунасской оперы, в 1933—1934 гг. преподавал в только что открывшейся Каунасской консерватории. В 1934 г. по приглашению Николая Ванадзиньша занял пост концертмейстера Латвийской национальной оперы. Летом дирижировал концертами курортного оркестра в Кемери, в 1938 году взял на себя как дирижёр весь балетный репертуар Национальной оперы. Также с 1934 г. преподавал скрипку и струнный квартет в Латвийской консерватории, с 1940 г. руководил студенческим оркестром, с 1943 г. профессор; среди его учеников Индулис Далманис, Арвидс Звагулис, Арвидс Янсонс.
В конце 1944 г. перед наступлением советских войск бежал в Германию. В 1945 г. вместе с другими музыкантами-беженцами — Волдемаром Рушевицем, Винертом и Атисом Тейхманисом — восстановил Латвийский струнный квартет, в составе которого в последующие годы дал около 450 концертов в разных странах Европы. С 1950 г. жил и работал в Швеции: преподавал в музыкальной школе в Вестеросе, возглавлял (до 1961 г.) городской оркестр. Дирижировал также хоровыми коллективами латышей-эмигрантов, руководил сводными хорами на Втором европейском празднике песни в Ганновере (1968) и Первом всемирном свободном латышском празднике песни в Висбю (1979).

## Память
В 2013 году в Риге состоялся Балтийский конкурс-фестиваль струнных квартетов имени Арвида Норитиса.